# Keith Godchaux
Pour les articles homonymes, voir Godchaux.
Keith Richard Godchaux (19 juillet 1948 - 23 juillet 1980) est un joueur de claviers américain connu pour sa participation dans le groupe de rock Grateful Dead.

## Biographie
Keith Godchaux est né à Seattle et a grandi en Californie. 
Keih Gochaux  participait  au groupe Dave Mason (ex Traffic) quand le couple s'est présenté à Jerry Garcia lors de l'un de ces concerts solos en octobre 1971.  Il a rejoint le Grateful Dead peu après et en  est resté un membre jusqu'à février 1979. Il a été remplacé par Brent Mydland
Keith Godchaux  jouait dans le groupe du piano acoustique à partir de 1972 puis du Fender Rhodes en 1977 et 1978. Pendant leur période dans le Grateful Dead, Keith Godchaux et Donna Jean Godchaux ont réalisé l'album  Keith et de Donna en 1975 avec Jerry Garcia comme musicien. Ils ont participé au Jerry García Band. Keith Richard Godchaux est également apparu avec les New Riders of the Purple Sage. Plus tard, il a écrit des chansons avec Lowell George (de Little Feat) et Robert Hunter.
Keith Godchaux est mort dans un accident d'automobile dans le comté de Marin en Californie en 1980.

### Famille
Keith Godchaux a rencontré et a épousé Donna Jean Godchaux en 1970. Ils ont eu un fils en 1974 qui participe au groupe BoomBox